# Theo Allenbach
Theodor „Theo“ Allenbach (* 11. Januar 1925 in Adelboden; † 28. Mai 2004) war ein Schweizer Skisportler, der in der Nordischen Kombination und im Skilanglauf an Wettkämpfen teilnahm.

## Werdegang
Allenbach, der für den SC Adelboden und den GG Bern startete, trat im Skilanglauf national erstmals bei den Schweizer Skimeisterschaften 1946 in Davos in Erscheinung, wo er den neunten Platz über 18 km errang. Im folgenden Jahr kam er bei den Schweizer Meisterschaften in Wengen jeweils im 18-km-Lauf und in der Nordischen Kombination auf den fünften Platz. In der Saison 1947/48 lief er bei den Schweizer Meisterschaften 1948 jeweils im 18-km-Lauf und in der Nordischen Kombination auf den sechsten Platz sowie im 50-km-Lauf auf den dritten Rang. Zudem wurde er für die Olympischen Winterspiele 1948 in St. Moritz nominiert, wo er den 30. Platz über 18 km und den 17. Platz in der Nordischen Kombination errang. Im Jahr 1949 erreichte er bei den Schweizer Meisterschaften den dritten Platz in der Nordischen Kombination sowie den zweiten Rang über 50 km und holte im 18-km-Lauf seinen einzigen Meistertitel. Außerdem gewann er im März 1949 den Björnstad-Gedenklauf. In der Saison 1949/50 belegte er bei den Schweizer Meisterschaften 1950 jeweils den fünften Platz über 18 km und 50 km und beim Saisonhöhepunkt, den Nordischen Skiweltmeisterschaften 1950 in Lake Placid, den 42. Platz über 18 km sowie den 20. Rang über 50 km. In der folgenden Saison 1950/51 wurde er in der Nordischen Kombination Berner Meister und bei den Schweizer Meisterschaften 1951 in Adelboden Fünfter. Nach der Saison wanderte er für einige Jahre nach Kanada aus, wo er im Jahr 1953 kanadischer Meister in der Nordischen Kombination wurde.